# 上海公交55路
上海公交55路是上海公交线路之一，现走向为南浦大桥经外滩、四平路至新江湾城。原55路于1952年6月15日开通运营，由中山东二路新开河路至江湾五角场环岛。1990年代，巴士公司在55路基础上开辟专线公交ZX55路，北段走向与55路相同，南端终点延伸至南浦大桥，1997年更名为上海公交910路，后延伸至新江湾城，2010年上海世博会期间编为世博23路。2012年3月16日，上海发布公布消息，决定自25日起撤销55路并将147路南延覆盖原55路走向，但数日后基于多数市民对于55路编号的“情怀”，又决定将910路更名为55路。现在的55路走向即原910路走向。2017年，55路成为四平路唯一骨干公交，走向不变并进一步增加配车至35辆。

## 历史

### 早期
1950年市公交公司新辟五角场至市区公交线路一条，最初终点站定在上海北站，后又挪至四川北路、天潼路等地。1952年6月15日线路走向最终确定为五角场环岛至广东路外滩，定名55路:170。车库设于汽车一场（同济大学体育场对面，今同济大学建筑设计研究院大楼）。1983年四平路重建拓宽后，55路线路实际走向不变，但道路名称变化，线路经过的原溧阳路路段成为四平路的一部分。当时的55路是五角场地区进市区的主要交通方式，故而车厢通常比较拥挤。

### 55/910并行时期
“专线车”最初为80年代末康华公司在沪经营的产物，1992年上海巴士公交公司（今久事公交）成立之后亦效仿开行，设ZX55路在内的23条线路。这些线路统一以“ZX”开头，车内设高靠背软座，冬季套绒布、夏季铺凉席，明显较普通公交车舒适，但票价更高且不能使用公交月票:310-312。ZX55路于1992年设立，最初走向与55路完全相同。1994年1月27日，ZX55路向南延伸至南浦大桥；2月9日，ZX55路开始使用鲸牌HFF6120KS型双层客车，成为上海首条国产双层巴士专线。
1997年7月2日，ZX55路更名为910路，走向不变，退出专线车序列转为常规公交:310-312。2002年，55路、910路均逐步更换空调车。2004年6月，910路延伸至世界路新江湾城:310-312，即为今天的55路走向。2006年上半年，四平路-中山南路全线公交车站均升级电子站牌，同步在55路、910路车辆上加装车载GPS，实现车辆到达预告功能:431-432。2010年上海世博会期间，910路被选为世博线路，编为世博23路，初为单独大站快线，至5月下旬因大站车客流偏少与常规公交合并运营:1969。

### 并线

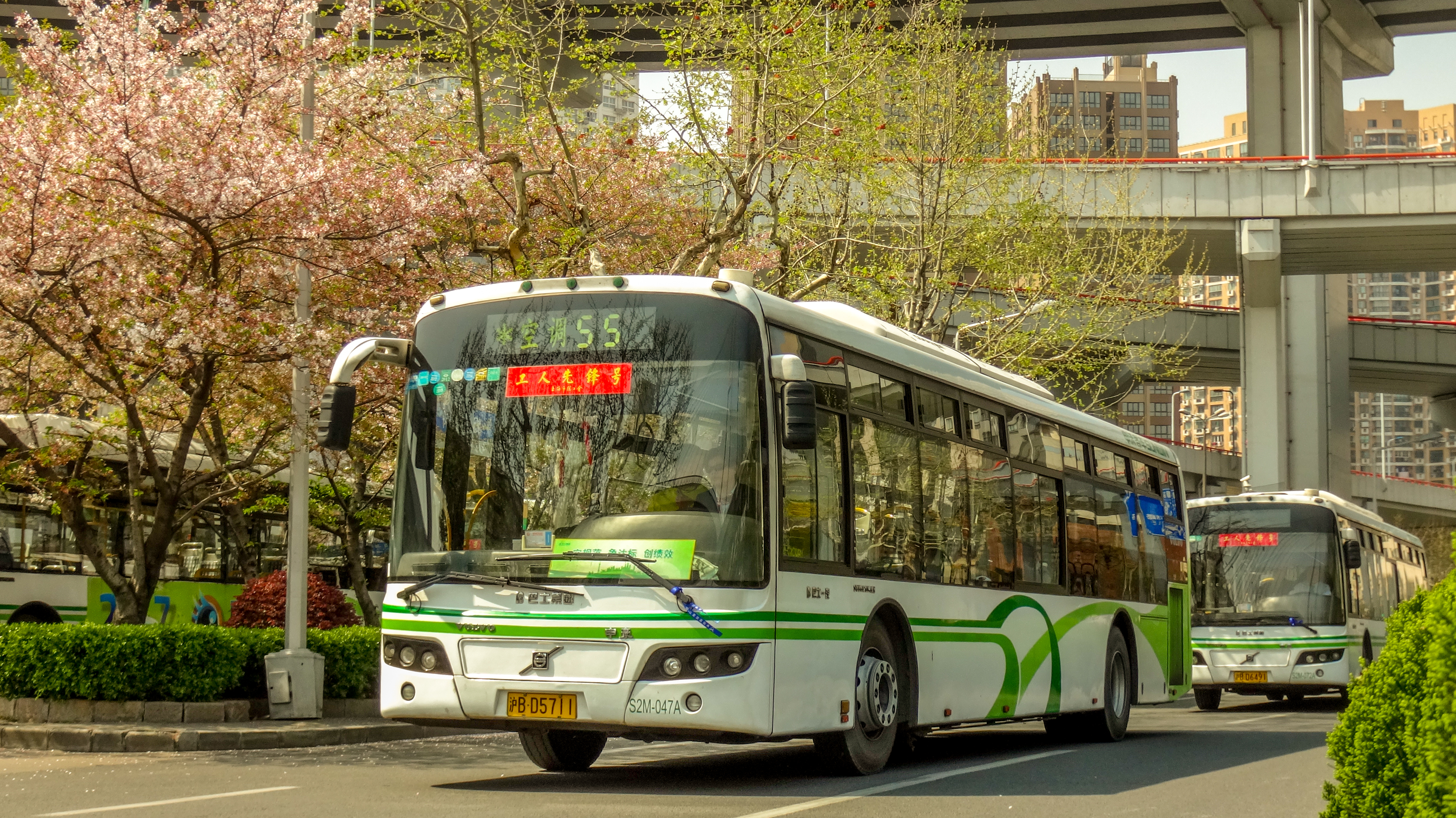
2014年的55路

2012年3月16日，公交公司通过上海发布公告信息，宣布自25日起撤销55路，由147路向南延伸至55路外滩终点站代替。该公告发布后，在新浪微博上引起大量怀旧讨论并被多次转发，转发过程中又逐步传播至同济城规系人士，直至时任上海市规划和国土资源局总工程师俞斯佳。3月20日，交管局再次发表消息，维持25日撤销原55路不变，但同时将910路更名为55路，保留55路编号。2017年9月，四平路实施“一路一骨干”调整，55路明确为四平路唯一骨干公交，配车继续增加至35辆；原先险些“代替55路”的147路缩回大连路一带，但不设南端终点站，改作不典型的单环线运营；此外123路区间撤销缩线改为1258路:621。此次调整中55路的另一变化是增设早晚高峰大站车，中途停站大幅减少，全程较普通车可节约15分钟车程。

## 设站
| 站名               | 普通车 | 普通车 | 大站车 | 换乘交通                   | 周边地标                               |
| ------------------ | ------ | ------ | ------ | -------------------------- | -------------------------------------- |
| 新江湾城(世界路)   | 首末站 | 首末站 | 首末站 |                            | 新江湾城                               |
| 殷行路中原路       | ↓      |        |        |                            | 地铁殷行基地                           |
| 中原路开鲁路       | ↓      |        |        | █ 8号线 市光路站           |                                        |
| 市光路世界路       | ↓      |        |        |                            |                                        |
| 民京路世界路       | ↓      | ↑      | ↑      |                            | 新江湾城生态走廊                       |
| 宁城路国和路       | ↓      | ↑      | ↑      |                            |                                        |
| 国和路民庆路       | ↓      | ↑      | ↑      |                            |                                        |
| 国和路民府路       | ↓      | ↑      |        |                            |                                        |
| 市光路民府路       | ↓      | ↑      | ↑      |                            |                                        |
| 市光路三门路       | ↓      | ↑      |        |                            |                                        |
| 淞沪路政立路       | ↓      | ↑      | ↑      | █ 10号线 江湾体育场站      | 江湾体育场、五角场商圈                 |
| 五角场(淞沪路)     | ↓      | ↑      | ↓↑     | █ 10号线 五角场站          | 五角场商圈                             |
| 五角场(四平路)     | ↓      |        |        | █ 10号线 五角场站          | 五角场商圈                             |
| 四平路国定路       | ↓      | ↑      |        |                            | 上海开放大学                           |
| 四平路国权路       | ↓      | ↑      | ↓↑     | █ 10号线 █ 18号线 国权路站 |                                        |
| 同济大学           | ↓      | ↑      |        | █ 10号线 同济大学站        | 同济大学                               |
| 四平路赤峰路       | ↓      | ↑      |        |                            | 同济大学建筑设计研究院（原一汽停车场） |
| 四平路大连（西）路 | ↓      | ↑      |        | █ 8号线 █ 10号线 四平路站  | 四平电影院                             |
| 四平路密云路       | ↓      |        |        |                            |                                        |
| 四平路新港路       |        | ↑      |        | █ 10号线 邮电新村站        | 和平公园                               |
| 四平路临平北路     | ↓      | ↑      |        |                            |                                        |
| 四平路溧阳路       | ↓      | ↑      | ↓↑     | █ 4号线 █ 10号线 海伦路站  |                                        |
| 吴淞路海宁路       | ↓      | ↑      | ↓↑     |                            | 第一人民医院                           |
| 中山东一路南京东路 |        | ↑      | ↑      |                            | 南京东路步行街、外滩                   |
| 中山东一路汉口路   | ↓      |        |        |                            | 南京东路步行街、外滩                   |
| 中山东二路新开河路 |        | ↑      |        |                            | 豫园                                   |
| 中山东二路金陵东路 | ↓      |        |        |                            | 豫园                                   |
| 十六铺             | ↓      | ↑      | ↓↑     |                            | 十六铺                                 |
| 中山南路复兴东路   | ↓      | ↑      | ↓↑     |                            | 复兴东路隧道                           |
| 中山南路董家渡路   | ↓      | ↑      |        |                            | 董家渡                                 |
| 中山南路多稼路     | ↓      | ↑      |        |                            |                                        |
| 南浦大桥           | 首末站 | 首末站 | 首末站 | █ 4号线 南浦大桥站         | 南浦大桥                               |

## 事故
- 1987年9月10日上午8时10分，一辆55路公交车与200路公交车（今123路）在四平路四达路口相撞，造成70人受伤，无人死亡[15]。
- 2016年5月15日约13时，一辆55路公交车在四平路曲阳路口自燃，无人员伤亡[16]。
- 2019年2月13日，一辆576路公交车在吴淞路海宁路附近追尾55路公交车，造成576路前挡风玻璃、55路后挡风玻璃破碎，5名乘客受伤，被送往附近的第一人民医院治疗[17]。